# Horváth Jenő (színművész, 1910–1968)
Horváth Jenő Ferenc (Budapest, 1910. június 16. – Budapest, 1968. december 14.) Jászai Mari-díjas (1965) magyar színész, színházi rendező.

## Életútja
Horváth Ignác pincér és Kanek Julianna gyermeke. Felesége Lovasi Klarissza (más változatokban Lovasy, Lovassy, illetve Klára) színésznő, Loósz István szabadkai főgimnáziumi tanár és Blaskó Vilma leánya (Szabadka, 1913. június 18. – ?). Házasságot kötöttek Budapesten, 1937. október 30-án. Felesége, édesanyja révén Lugosi Béla színész unokahúga.
A Színművészeti Akadémián és Rákosi Szidi színiiskolájában tanult. 1932 és 1946 között vidéken lépett fel és emellett rendezett is. 1946-ban került a Belvárosi Színházhoz, majd 1949-től az Ifjúsági, valamint az Úttörő, 1954-től pedig a Madách Színház tagja volt egészen haláláig. Eleinte drámai hősszerepekben tűnt fel, majd áttért a karakterszerepekre.

## Fontosabb szerepei
- Böffen Tóbiás (Shakespeare: Vízkereszt, vagy amit akartok)
- Kuligin (Csehov: Három nővér)
- Kopjáss (Móricz Zsigmond: Rokonok)
- Helmer (Ibsen: Nóra)
- Sebők professzor (Sarkadi Imre: Elveszett paradicsom)
- Besszemenov (Gorkij: Kispolgárok)
- Ramsden (Shaw: Tanner John házassága)